# Округ Ферфилд (Јужна Каролина)
Округ Ферфилд (енгл. Fairfield County) је округ у америчкој савезној држави Јужна Каролина. По попису из 2010. године број становника је 23.956.

## Демографија
Према попису становништва из 2010. у округу је живело 23.956 становника, што је 502 (2,1%) становника више него 2000. године.
| Група             | 2000.          | 2010.          |
| Белци             | 9.195 (39,2%)  | 9.098 (38,0%)  |
| Афроамериканци    | 13.859 (59,1%) | 14.167 (59,1%) |
| Азијати           | 44 (0,2%)      | 55 (0,2%)      |
| Хиспаноамериканци | 250 (1,1%)     | 374 (1,6%)     |
| Укупно            | 23.454         | 23.956         |